# Polina Seronossowa
Polina Seronossowa (* 22. Januar 1993) ist eine belarussische und ehemalige russische Skilangläuferin. 

## Werdegang
Seronossowa startete im November 2011 erstmals in Krasnogorsk im Skilanglauf-Eastern-Europe-Cup und kam dabei auf den 97. Platz und auf den 78. Platz im Sprint. In der Saison 2015/16 belegte sie den 11. Platz in der Gesamtwertung des Eastern-Europe-Cups. Dabei erreichte sie mit dem zweiten Platz über 10 km klassisch in Krasnogorsk ihre erste Podestplatzierung im Eastern-Europe-Cup. Nachdem sie im November 2016 aus der russischen Mannschaft in die belarussische Mannschaft wechselte, debütierte sie in der Saison  2016/17 als Belarussin am 10. Dezember 2016 im Skilanglauf-Weltcup. Beim Freistil-Rennen über 15 Kilometer in Davos belegte sie den 59. Platz. Ihre ersten Weltcup-Punkte sammelte sie am 3. Februar 2017 in Pyeongchang. Beim Klassik-Sprint belegte sie den 23. Platz. Bei den nordischen Skiweltmeisterschaften 2017 in Lahti kam sie auf den 52. Platz über 10 km klassisch, auf den 41. Rang im Sprint und auf den 11. Platz zusammen mit Julija Tichonowa im Teamsprint. Ihre besten Platzierungen bei den Olympischen Winterspielen 2018 in Pyeongchang waren der 40. Platz im 30-km-Massenstartrennen und der 14. Rang mit der Staffel.